# Список экорегионов Туниса
Ниже приводится список экорегионов в Тунисе, согласно Всемирному Фонду дикой природы (ВФП).

## Наземные экорегионы

### Палеарктика

#### Умеренные хвойные леса
- Средиземноморские хвойные и смешанные леса

#### Средиземноморские леса, редколесья и кустарники
- Средиземноморские сухие редколесья и степи
- Средиземноморские редколесья и леса

#### Пустыни и засухоустойчивые кустарники
- Степи и редколесья Северной Сахары

#### Затопляемые луга и саванны
- Сахарские галофиты

## Пресноводные экорегионы
- Постоянный Магриб
- Временный Магриб

## Морские экорегионы
- Тунисское плато/Залив Сидра
- Западное Средиземноморье